# Red Bull X-Fighters
Red Bull X-Fighters sind Freestyle-Motocross-Wettbewerbe, die ursprünglich vor allem in Stierkampfarenen ausgetragen wurden. Sie sind neben den X-Games die prestigeträchtigsten und anspruchsvollsten Wettkämpfe des Freestyle Motocross (kurz FMX).
Red Bull X-Fighters sind Einladungsturniere, in denen die besten Freestyler der Welt aufeinandertreffen. Ihr besonderes Flair beziehen die Wettbewerbe einerseits durch die relative Enge der Stierkampfarenen (und die dadurch bedingte Nähe des Publikums zum sportlichen Geschehen) und andererseits durch das Übernehmen von einigen Ritualen einer typischen Corrida: So werden beispielsweise die Rider mit Trommelwirbel und Trompetenfanfaren begrüßt, und das Publikum honoriert die Leistungen der Rider durch das Schwenken von weißen Tüchern.

## Geschichte
Die Idee zu Red Bull X-Fighters stammt von Energydrink-Produzent Red Bull. Der erste Wettkampf fand 2001 in der Stierkampfarena von Valencia statt. 2002 wechselte der Wettbewerb nach Madrid-Las Ventas, Spaniens größte und wichtigste Stierkampfarena. Mit 23.000 Zuschauern gilt der seit 2002 jährlich ausgetragene Wettkampf in Madrid als Europas größtes jährliche FMX-Ereignis. Neben Madrid war 2003 Valencia zum zweiten Mal Schauplatz der Red Bull X-Fighters. Von 2005 bis 2010 fand der Wettbewerb auch jährlich in Mexiko statt – in der Monumental Plaza de Toros in Mexiko-Stadt, der mit 43.000 Zuschauerplätzen größten Stierkampfarena der Welt. Mexico-Stadt war 2011 kein fester Bestandteil der World Series und somit wurde nur eine Veranstaltung der 2011 in einer Stierkampfarena ausgetragen. Im Jahr 2013 kehrte die Red Bull X-Fighters World Tour wieder nach Mexico zurück und mit Madrid zwei Stierkampfarenen im Programm.

## Regeln
Ein Red Bull X-Fighters Event geht normalerweise über drei Tage. Am ersten Tag findet die Einführung für die Fahrer statt, am zweiten Tag die Qualifikation und am dritten Tag der eigentliche Wettkampf. Trainings finden an allen drei Tagen statt. Jeder Fahrer hat für seinen Lauf 90 Sekunden Zeit. Kampfrichter bewerten jeden Lauf mit Punkten in den Kategorien Variety, Challenge and Execution, Style, Use of Course und Show and Spectator Reaction. Durch die Qualifikation werden die acht Teilnehmer für den Wettkampf ermittelt. Dabei ergibt sich die Rangfolge anhand der vergebenen Punkten. Der Wettkampf besteht aus Viertelfinale, Halbfinale und Finale. Im Viertelfinale tritt der 1. der Qualifikation gegen den 8., der 2. gegen den 7. usw. an. Dabei zählen nicht mehr die Punkte, sondern nur der direkte Vergleich zwischen den Fahrern. Man muss mindestens drei der fünf Wertungskategorien für sich entscheiden, um weiter zu kommen. Die Gewinner der jeweiligen Duelle kommen ins Halbfinale, wo entsprechend den Platzierungen aus der Qualifikation wieder der beste gegen den schlechtesten und der zweitbeste gegen den zweitschlechtesten antritt. Die Gewinner der Duelle qualifizieren sich für das Finale, in dem dann der Sieger des gesamten Events ermittelt wird.
Die Meisterschaftspunkte werden nach der Platzierung wie folgt verteilt:
| - 1. Platz: 100 Punkte - 2. Platz: 080 Punkte - 3. Platz: 065 Punkte - 4. Platz: 055 Punkte - 5. Platz: 045 Punkte - 6. Platz: 035 Punkte | - 07. Platz: 30 Punkte - 08. Platz: 25 Punkte - 09. Platz: 20 Punkte - 10. Platz: 15 Punkte - 11. Platz: 10 Punkte - 12. Platz: 05 Punkte |

## Red Bull X-Fighters im TV
Alle Rennen werden im Internet per Red Bull Web TV Live-Stream übertragen. Außerdem zeigt ServusTV die Wettkämpfe.

## Red Bull X-Fighters in Deutschland
Im Jahr 2008 machten die X-Fighters-Tour erstmals Halt in Deutschland. Am 16. August fand im Steinbruch Oetelshofen in Wuppertal unter dem Motto „FMX meets Industry“ der fünfte von sechs Wettbewerben der 2008er Tour statt. Für den eintägigen Event wurde extra eine 15.000 Zuschauer fassende Tribüne in den Kalksteinbruch gebaut. Den Sieg holte sich der Schweizer Mat Rebeaud, welcher sich durch seinen Erfolg in Wuppertal vorzeitig den Tour Gesamtsieg sichern konnte.
Am 19. Juli 2014 gastiert die X-Fighters-Tour bei ihrem vierten von fünf Stops der 2014er Serie in München. Erstmals in der Geschichte des FMX wird der Parcours auf dem Wasser gebaut. Große Teile der Strecke sind auf Schwimmkörpern, sogenannten Pontons, gebaut.

## Ergebnisse
Red Bull X-Fighters Madrid 2017
| Ort    | Gewinner      | 2. Platz     | 3. Platz       |
| ------ | ------------- | ------------ | -------------- |
| Madrid | Levi Sherwood | Josh Sheehan | Taka Higashino |

Red Bull X-Fighters 2015 Tour
Gesamtsieger: Clinton Moore
| Ort          | Gewinner      | 2. Platz      | 3. Platz       |
| ------------ | ------------- | ------------- | -------------- |
| Abu Dhabi    | Clinton Moore | Rob Adelberg  | Josh Sheehan   |
| Pretoria     | Thomas Pages  | Clinton Moore | Taka Higashino |
| Madrid       | Thomas Pages  | Levi Sherwood | Clinton Moore  |
| Athen        | Clinton Moore | Thomas Pages  | Rob Adelberg   |
| Mexiko-Stadt | Clinton Moore | Levi Sherwood | Thomas Pages   |

Red Bull X-Fighters 2014 Tour
Gesamtsieger: Josh Sheehan
| Ort          | Gewinner      | 2. Platz       | 3. Platz      |
| ------------ | ------------- | -------------- | ------------- |
| Pretoria     | Josh Sheehan  | Dany Torres    | Adam Jones    |
| München      | Josh Sheehan  | Taka Higashino | Levi Sherwood |
| Madrid       | Thomas Pages  | Josh Sheehan   | Levi Sherwood |
| Osaka        | Levi Sherwood | Remi Bizouard  | Dany Torres   |
| Mexiko-Stadt | Levi Sherwood | Josh Sheehan   | Dany Torres   |

Red Bull X-Fighters 2013 Tour
Gesamtsieger: Tom Pagès
| Ort          | Gewinner       | 2. Platz       | 3. Platz        |
| ------------ | -------------- | -------------- | --------------- |
| Pretoria     | Abgesagt       | Abgesagt       | Abgesagt        |
| Madrid       | Thomas Pages   | Taka Higashino | Javier Villegas |
| Osaka        | Taka Higashino | Thomas Pages   | Adam Jones      |
| Glen Helen   | Rob Adelberg   | Thomas Pages   | Taka Higashino  |
| Dubai        | Dany Torres    | Levi Sherwood  | Thomas Pages    |
| Mexiko-Stadt | Thomas Pages   | Dany Torres    | Levi Sherwood   |

Red Bull X-Fighters 2012 Tour
Gesamtsieger: Levi Sherwood
| Ort        | Gewinner      | 2. Platz     | 3. Platz        |
| ---------- | ------------- | ------------ | --------------- |
| Sydney     | Levi Sherwood | Thomas Pages | Josh Sheehan    |
| München    | Thomas Pages  | Dany Torres  | Eigo Satō       |
| Madrid     | Levi Sherwood | Dany Torres  | Maikel Melero   |
| Istanbul   | abgesagt      | abgesagt     | abgesagt        |
| Glen Helen | Todd Potter   | Thomas Pages | Wes Agee        |
| Dubai      | Levi Sherwood | Rob Adelberg | Javier Villegas |

Red Bull X-Fighters 2011 Tour
Gesamtsieger: Dany Torres
| Ort           | Gewinner     | 2. Platz        | 3. Platz     |
| ------------- | ------------ | --------------- | ------------ |
| Sydney        | Josh Sheehan | Levi Sherwood   | Dany Torres  |
| Poznań        | Nate Adams   | Dany Torres     | Eigo Sato    |
| Madrid        | Dany Torres  | Blake Williams  | Josh Sheehan |
| Rom           | Nate Adams   | André Villa     | Josh Sheehan |
| Brasilia      | Nate Adams   | Robbie Maddison | André Villa  |
| Dubai         | Dany Torres  | André Villa     | Nate Adams   |
| Gesamtwertung | Dany Torres  | Nate Adams      | Andre Villa  |

Red Bull X-Fighters 2010 Tour
Gesamtsieger: Nate Adams
| Ort           | Gewinner        | 2. Platz    | 3. Platz        |
| ------------- | --------------- | ----------- | --------------- |
| Rom           | Dany Torres     | Adam Jones  | Nate Adams      |
| London        | Levi Sherwood   | Nate Adams  | Dany Torres     |
| Madrid        | Robbie Maddison | Mat Rebeaud | André Villa     |
| Moskau        | Levi Sherwood   | Nate Adams  | André Villa     |
| Kairo         | Adam Jones      | André Villa | Nate Adams      |
| Mexiko-Stadt  | André Villa     | Nate Adams  | Robbie Maddison |
| Gesamtwertung | Nate Adams      | Andre Villa | Dany Torres     |

Red Bull X-Fighters 2009 Tour
Gesamtsieger: Nate Adams
| Ort           | Gewinner        | 2. Platz        | 3. Platz               |
| ------------- | --------------- | --------------- | ---------------------- |
| London        | Nate Adams      | Levi Sherwood   | Dany Torres            |
| Madrid        | Dany Torres     | Nate Adams      | Robbie Maddison        |
| Fort Worth    | Nate Adams      | Mat Rebeaud     | Cameron Sinclair       |
| Calgary       | Robbie Madisson | Eigo Satō       | Mat Rebeaud            |
| Mexiko-Stadt  | Levi Sherwood   | Eigo Satō       | Mat Rebeaud            |
| Gesamtwertung | Nate Adams      | Robbie Madisson | Eigo Satō, Mat Rebeaud |

Red Bull X-Fighters 2008 Tour
Gesamtsieger: Mat Rebeaud
| Ort            | Gewinner        | 2. Platz        | 3. Platz        |
| -------------- | --------------- | --------------- | --------------- |
| Warschau       | Dany Torres     | Robbie Maddison | Mat Rebeaud     |
| Wuppertal      | Mat Rebeaud     | Jeremy Lusk     | Dany Torres     |
| Madrid         | Mat Rebeaud     | André Villa     | Robbie Maddison |
| Fort Worth     | Mat Rebeaud     | Jeremy Stenberg | Jeremy Lusk     |
| Rio de Janeiro | Jeremy Stenberg | Mat Rebeaud     | Robbie Maddison |
| Mexiko-Stadt   | Mat Rebeaud     | Dany Torres     | Jeremy Lusk     |
| Gesamtwertung  | Mat Rebeaud     | Dany Torres     | Jeremy Lusk     |

Red Bull X-Fighters 2007 Tour
Gesamtsieger: Travis Pastrana
| Ort           | Gewinner        | 2. Platz    | 3. Platz        |
| ------------- | --------------- | ----------- | --------------- |
| Madrid        | Travis Pastrana | Mat Rebeaud | Nate Adams      |
| Slane Castle  | Travis Pastrana | Mat Rebeaud | Dany Torres     |
| Mexiko-Stadt  | Dany Torres     | Nate Adams  | Robbie Madisson |
| Gesamtwertung | Travis Pastrana | Mat Rebeaud | Dany Torres     |

Red Bull X-Fighters 2006
| Ort          | Gewinner        | 2. Platz      | 3. Platz        |
| ------------ | --------------- | ------------- | --------------- |
| Madrid       | Travis Pastrana | Nate Adams    | Mat Rebeaud     |
| Mexiko-Stadt | Mat Rebeaud     | Ronnie Renner | Travis Pastrana |

Red Bull X-Fighters 2005
| Ort          | Gewinner      | 2. Platz        | 3. Platz      |
| ------------ | ------------- | --------------- | ------------- |
| Madrid       | Nate Adams    | Jeremy Stenberg | Mat Rebeaud   |
| Mexiko-Stadt | Ronnie Renner | Jeremy Stenberg | Kenny Bartram |

Red Bull X-Fighters 2004
| Ort    | Gewinner        | 2. Platz   | 3. Platz      |
| ------ | --------------- | ---------- | ------------- |
| Madrid | Travis Pastrana | Nate Adams | Ronnie Renner |

Red Bull X-Fighters 2003
| Ort      | Gewinner      | 2. Platz   | 3. Platz       |
| -------- | ------------- | ---------- | -------------- |
| Madrid   | Kenny Bartram | Nate Adams | Dayne Kinnaird |
| Valencia | Kenny Bartram | Nate Adams | Nick Franklin  |

Red Bull X-Fighters 2002
| Ort    | Gewinner          | 2. Platz   | 3. Platz     |
| ------ | ----------------- | ---------- | ------------ |
| Madrid | Edgar Torronteras | Mike Jones | Mike Metzger |

Red Bull X-Fighters 2001
| Ort      | Gewinner   | 2. Platz          | 3. Platz     |
| -------- | ---------- | ----------------- | ------------ |
| Valencia | Mike Jones | Edgar Torronteras | Xavier Fabre |